# Zigfrīds Anna Meierovics
Zigfrīds Anna Meierovics (6 febbraio 1887 – Durbe, 22 agosto 1925) è stato un politico lettone.
È stato Primo ministro della Lettonia dal giugno 1921 al gennaio 1923 e nuovamente dal giugno 1923 al gennaio 1924.
Inoltre ha ricoperto la carica di Ministro degli esteri della Lettonia, per due periodi: dal novembre 1918 al gennaio 1924 (primo Ministro degli esteri in assoluto) e dal dicembre 1924 fino alla sua morte, avvenuta nell'agosto 1925.
È stato tra i fondatori dell'Unione degli Agricoltori della Lettonia, uno dei partiti più longevi della Lettonia.
Nel 1922 raggiunse un concordato con la Santa Sede che però provocò vive reazioni contrarie nel Paese perché prevedeva il passaggio di alcuni beni ecclesiastici luterani ai cattolici (tra cui l'attuale cattedrale di San Giacomo) per cui fu svolto un referendum nel 1923, il primo assoluto in Lettonia, che vide una larga prevalenza contraria al concordato ma che non raggiunse il suo scopo per il mancato quorum.
È morto a causa di un incidente stradale a soli 38 anni.